# Liste der Naturdenkmäler im Bezirk Feldkirchen
Die Liste der Naturdenkmäler im Bezirk Feldkirchen listet die als Naturdenkmal ausgewiesenen Objekte im Bezirk Feldkirchen im Bundesland Kärnten auf.

## Naturdenkmäler
| Foto |                 | Name                             | ID    | Standort                                                                                               | Beschreibung | Fläche  | Datum |
| ---- | --------------- | -------------------------------- | ----- | --- | --- | ------- | ----- |
| 1    | Datei hochladen | Severgraben                      | Fe 24 | Albeck, Glanegg, Himmelberg, Steuerberg KG: St. Leonhard, Gurk, Himmelberg, Zedlitzberg, Wabl Standort | Der gut fünf Kilometer lange Abschnitt Severgraben der Gurk ist ein naturbelassener, durch anthropogene Einflüsse nicht beeinträchtigter Flussteil, welcher noch einen ursprünglichen Flusscharakter aufweist. | 9,49 ha | 1988  |
| 1    | Datei hochladen | Wetterlärche in Hochwiditsch     | Fe 12 | Albeck KG: St. Leonhard Standort                                                                       | Die „Wetterlärche“ nördlich des Hofes vlg. Widitscher, Obere Schattseite, ist ein durch Blitzschlag geköpfter Baum, der innen hohl und mit Dachschindeln abgedeckt ist. Mit einem Umfang von über acht Metern gilt sie als wahrscheinlich dickste Lärche Kärntens. Schutz besteht im Umkreis von 80 Metern um den Baum. | 153 m²  | 1967  |
| 1    | Datei hochladen | Sommer-Linde in Glanhofen        | Fe 04 | Feldkirchen in Kärnten KG: Glanhofen Standort                                                          | Der Grenzbaum beim Pfarrmarhof ist über 420 Jahre alt. | 113 m²  | 1942  |
| 1    | Datei hochladen | Winter-Linde in Gradisch         | Fe 07 | Feldkirchen in Kärnten KG: Gradisch Standort                                                           | Die Linde an der Weggabelung östlich des Unter-Mayerhofes ist etwa 250 Jahre alt. An der Linde ist ein Marterl im Gedenken an Johann Zeno Graf von Goess angebracht. | 113 m²  | 1955  |
| 1    | Datei hochladen | Sommer-Linde in Markstein        | Fe 14 | Feldkirchen in Kärnten KG: Sittich Standort                                                            | Oberglan, Tramoitschig. Der alte Markbaum zwischen Burgfriede Ossiach und Prägrad ist etwa 220 Jahre alt. | 113 m²  | 1955  |
| 1    | Datei hochladen | 2 Sommer-Linden bei Schloss Lang | Fe 01 | Feldkirchen in Kärnten KG: St. Ulrich Standort                                                         | Die zwei Sommerlinden neben einem Bildstock wurden anlässlich der Geburt des Arthur Breyha-Vautier, späterer Besitzer des Schlosses Lang, 1854 gepflanzt. | 225 m²  | 1940  |
| 1    | Datei hochladen | Kopfweidenbestand in Glanegg     | Fe 25 | Glanegg KG: Maria Feicht Standort                                                                      | 29 Kopfweiden in drei Baumreihen | 0,16 ha | 2004  |
| 1    | Datei hochladen | Winter-Linde in St. Gandolf      | Fe 20 | Glanegg KG: Maria Feicht Standort                                                                      | Die Winterlinde an der Abzweigung zur Kirche St. Gandolf ist etwa 350 Jahre alt. Am Stamm trägt sie ein eingewachsenes Christuskreuz. | 153 m²  | 1981  |
| 1    | Datei hochladen | Pappelreihe in Ossiach           | Fe 21 | Ossiach KG: Ossiach Standort                                                                           | Die neun Pappeln im Ortszentrum von Ossiach, westlich des Gemeindeamtes, sind etwa 50 Jahre alt. | 634 m²  | 1984  |
| 1    | Datei hochladen | Sommer-Linde in Ossiach          | Fe 10 | Ossiach KG: Ossiach Standort                                                                           | Die Sommerlinde an einer Quellfassung am Forstweg Richtung Ossiacher Tauern ist etwa 170 Jahre alt. | 113 m²  | 1983  |
| 1    | Datei hochladen | Winter-Linde in Steindorf        | Fe 15 | Steindorf am Ossiacher See KG: Steindorf Standort                                                      | Die Dorflinde auf einer Wegkreuzung im Ortszentrum Steindorf ist über 220 Jahre alt. | 153 m²  | 1955  |
| 1    | Datei hochladen | Stiel-Eiche in Steindorf         | Fe 16 | Steindorf am Ossiacher See KG: Steindorf Standort                                                      | Die Stieleiche am Seeufer, an einem öffentlichen Weg neben dem Strandbad Laggner, ist etwa 120 Jahre alt. | 254 m²  | 1955  |
| 1    | Datei hochladen | Sommer-Linde in Bodensdorf       | Fe 17 | Steindorf am Ossiacher See KG: Steindorf Standort                                                      | Die dreistämmige Linde im Ortszentrum Bodensdorf, nördlich der Feuerwehr, ist etwa 320 Jahre alt. | 200 m²  | 1955  |
| 1    | Datei hochladen | Sommer-Linde in Tiffen           | Fe 19 | Steindorf am Ossiacher See KG: Tiffen Standort                                                         | Die „Kirchenlinde“ neben der Kapelle St. Margarethen mit einem „Steinaltar“ in der Stammbasis ist deutlich über 300 Jahre alt. | 132 m²  | 1980  |
| 1    | Datei hochladen | Bösensteiner Wasserfall          | Fe 03 | Steuerberg KG: Neusteuerberg Standort                                                                  | 35 m hoher Wasserfall des Tschekerbaches | 0,78 ha | 1980  |

| Foto:                    | Fotografie des Naturdenkmals. Klicken des Fotos erzeugt eine vergrößerte Ansicht. Daneben finden sich zwei Symbole: \| Weitere Bilder vorhanden \| Das Symbol bedeutet, dass weitere Fotos des Objekts verfügbar sind. Durch Klicken des Symbols werden sie angezeigt. \| \| Eigenes Foto hochladen \| Durch Klicken des Symbols können weitere Fotos des Objekts in das Medienarchiv Wikimedia Commons hochgeladen werden. \| |
| Name:                    | Bezeichnung des Naturdenkmals laut offiziellen Quellen |
| ID                       | Identifikator |
| Standort:                | Es ist die Gemeinde und falls vorhanden die Adresse angegeben. Darunter sind die Katastralgemeinde (KG) und die Grundstücksnummer angeführt. Durch Aufruf des Links Standort wird die Lage des Denkmals in verschiedenen Kartenprojekten angezeigt. |
| Beschreibung             | Kurze Beschreibung des Naturdenkmals |
| Fläche                   | Fläche des Naturdenkmals in Hektar (ha) |
| Datum                    | Datum oder Jahr der Unterschutzstellung |
| Weitere Bilder vorhanden | Das Symbol bedeutet, dass weitere Fotos des Objekts verfügbar sind. Durch Klicken des Symbols werden sie angezeigt. |
| Eigenes Foto hochladen   | Durch Klicken des Symbols können weitere Fotos des Objekts in das Medienarchiv Wikimedia Commons hochgeladen werden. |

## Ehemalige Naturdenkmäler
| Foto |                 | Name                     | ID    | Standort                               | Beschreibung | Fläche | Datum |
| ---- | --------------- | ------------------------ | ----- | -------------------------------------- | --- | ------ | ----- |
| 1    | Datei hochladen | Kandelaberfichte         | Fe 22 | Reichenau KG: Winkl Reichenau Standort | Die mächtige Kandelaberfichte an der Forststraße „Schneegrube“ bestand aus mehr als 30 Stämmen und ist etwa 400 Jahre alt gewesen. Im Dezember 2013 ist diese umgefallen und musste entsorgt werden.                  | 78 m²  | 1994  |
| 1    | Datei hochladen | Zirbe in Ebene Reichenau | Fe 11 | Reichenau KG: Ebene Reichenau Standort | Die etwa 130 Jahre alte Zirbe stand in der Ortsmitte von Ebene Reichenau und musste im Juli 2015 gefällt werden, da diese mehrere hohle Stellen und abgestorbene Äste hatte. An dieser Stelle ist nun ein Blumenbeet. | 78 m²  | 1967  |

| Foto:                    | Fotografie des Naturdenkmals. Klicken des Fotos erzeugt eine vergrößerte Ansicht. Daneben finden sich zwei Symbole: \| Weitere Bilder vorhanden \| Das Symbol bedeutet, dass weitere Fotos des Objekts verfügbar sind. Durch Klicken des Symbols werden sie angezeigt. \| \| Eigenes Foto hochladen \| Durch Klicken des Symbols können weitere Fotos des Objekts in das Medienarchiv Wikimedia Commons hochgeladen werden. \| |
| Name:                    | Bezeichnung des Naturdenkmals laut offiziellen Quellen |
| ID                       | Identifikator |
| Standort:                | Es ist die Gemeinde und falls vorhanden die Adresse angegeben. Darunter sind die Katastralgemeinde (KG) und die Grundstücksnummer angeführt. Durch Aufruf des Links Standort wird die Lage des Denkmals in verschiedenen Kartenprojekten angezeigt. |
| Beschreibung             | Kurze Beschreibung des Naturdenkmals |
| Fläche                   | Fläche des Naturdenkmals in Hektar (ha) |
| Datum                    | Datum oder Jahr der Unterschutzstellung |
| Weitere Bilder vorhanden | Das Symbol bedeutet, dass weitere Fotos des Objekts verfügbar sind. Durch Klicken des Symbols werden sie angezeigt. |
| Eigenes Foto hochladen   | Durch Klicken des Symbols können weitere Fotos des Objekts in das Medienarchiv Wikimedia Commons hochgeladen werden. |